# ESO 149-3
ESO 149-3 è una galassia irregolare situata in direzione della costellazione della Fenice alla distanza di circa 20 milioni di anni luce dalla Terra.